# Mr. Money Mustache
Mr. Money Mustache er en hjemmeside og pseudonym for en 51-årig canadisk født blogger ved navn Peter Adeney. Adeney gik på pension fra sit job som softwareudvikler i 2005 i en alder af 30 år ved kun af bruge en lille del af sin årlige indkomst, og konsekvent investere resten, primært i indeksfonde på aktiemarkedet. Adeney bor i Longmont, Colorado, og hævder at de fleste i middelklassen kan og bør bruge færre penge og eje færre fysiske ting. Han fremhæver at ved at gøre dette, så kan de leve et liv med større finansiel frihed og lykke, og de reducerer også deres økologiske fodaftryk i processen. Han beskriver den typiske middelklasse-livsstil som "en vulkan af ødselhed i udbrud", særligt mht. overforbrug på nye biler.
Der har været bragt indslag om bloggen og den er blevet citeret i flere medier inklusive Market Watch, CBS News og The New Yorker, as well as others.
Hans bror, Chris Adeney, er en canadisk indierockmusiker bedre kendt under sit kunstnernavn Wax Mannequin.

## Emner på bloggen
Bloggens emner inkluderer ofte:
- Tidlig pensionering
- Økonomisk uafhængighed
- Sparsommelighed og simpel livsførelse
- Antikonsumisme
- Forbrugergæld
- Prisen ved at køre bil
- Cykling
- Lykkens filosofi
- Gør-det-selv arbejdsmoral
- Økologisme
- Brug af kreditkort på en strategisk måde og rejse-hack